# Derlacz
Derlacz – przysiółek wsi Kałuszyn w Polsce, położony w województwie mazowieckim, w powiecie legionowskim, w gminie Wieliszew. Leży w znacznej odległości na południu Kałuszyna, bliżej Dąbrowy Chotomowskiej.
Dawniej wieś i gromada w gminie Góra.